# Giorgio Pruzzo
Emanuele Giorgio Pruzzo (Sampierdarena, 1º febbraio 1929 – Genova, 28 novembre 2010) è stato un calciatore italiano, di ruolo attaccante.

## Caratteristiche tecniche
Giocò nel ruolo di ala sinistra.

## Carriera
Giocò in Serie A con la Sampdoria.